# اسلام‌آباد (بمپور)
اسلام‌آباد روستایی در دهستان خیرآباد بخش مرکزی شهرستان بمپور استان سیستان و بلوچستان ایران است.

## جمعیت
بر پایه سرشماری عمومی نفوس و مسکن در سال ۱۳۹۵ جمعیت این روستا ۶۳۴ نفر (۱۴۶ خانوار) بوده‌است.